# Herrgårdstjärnen, Dalarna
Herrgårdstjärnen är en sjö i Orsa kommun i Dalarna och ingår i Dalälvens huvudavrinningsområde.